# Metagrion coartans
Metagrion coartans is een libellensoort uit de familie van de Argiolestidae, onderorde juffers (Zygoptera).
De wetenschappelijke naam van de soort is voor het eerst geldig gepubliceerd in 1956 als Argiolestes coartans door Lieftinck.